# Menúnia
Menúnia (em armênio: Մեհնինիք; romaniz.: Mehnunikʼ[a]), Núnia Maior (em latim: Nunia Maior; Մեծնունիք, Mecnunikʼ) ou Mesúnia (Մեծունիք, Mecunik’), segundo a Geografia de Ananias de Siracena (século VII), foi um gavar (cantão) da província de Vaspuracânia, na Armênia. Para Suren Eremyan, tinha 475 quilômetros quadrados. O cantão estava situado na garganta do curso médio rio rio Marmete. Possivelmente era um dos domínios da família Paluni em Vaspuracânia e junto de Palúnia formava um principado. Registra-se que Menúnia tinha seu próprio bispo; se pensa que, na verdade, o bispo era do principado, mas o sacerdote portava o nome de Menúnia. No século X, Tomás Arzerúnio atestou que o distrito ainda existia como um dos domínios arzerúnidas.